# Toudon
Toudon (okzitanisch Todon, italienisch Todone) ist eine französische Gemeinde im Département Alpes-Maritimes in der Region Provence-Alpes-Côte d’Azur. Sie gehört zum Kanton Vence im Arrondissement Nizza. Die Bewohner nennen sich Toudonnais.

## Geographie
Die Gemeinde liegt im Regionalen Naturpark Préalpes d’Azur.
Im Süden bildet der Fluss Estéron die Grenze zur Gemeinde Les Ferres. Die weiteren Nachbargemeinden sind Malaussène im Norden, Tourette-du-Château im Osten, Gilette im Südosten und Pierrefeu im Westen.

## Geschichte
Aus dem 11. Jahrhundert stammen die Namen „Castrum de Todon“ und „Villa Thodoni“.

### Bevölkerungsentwicklung

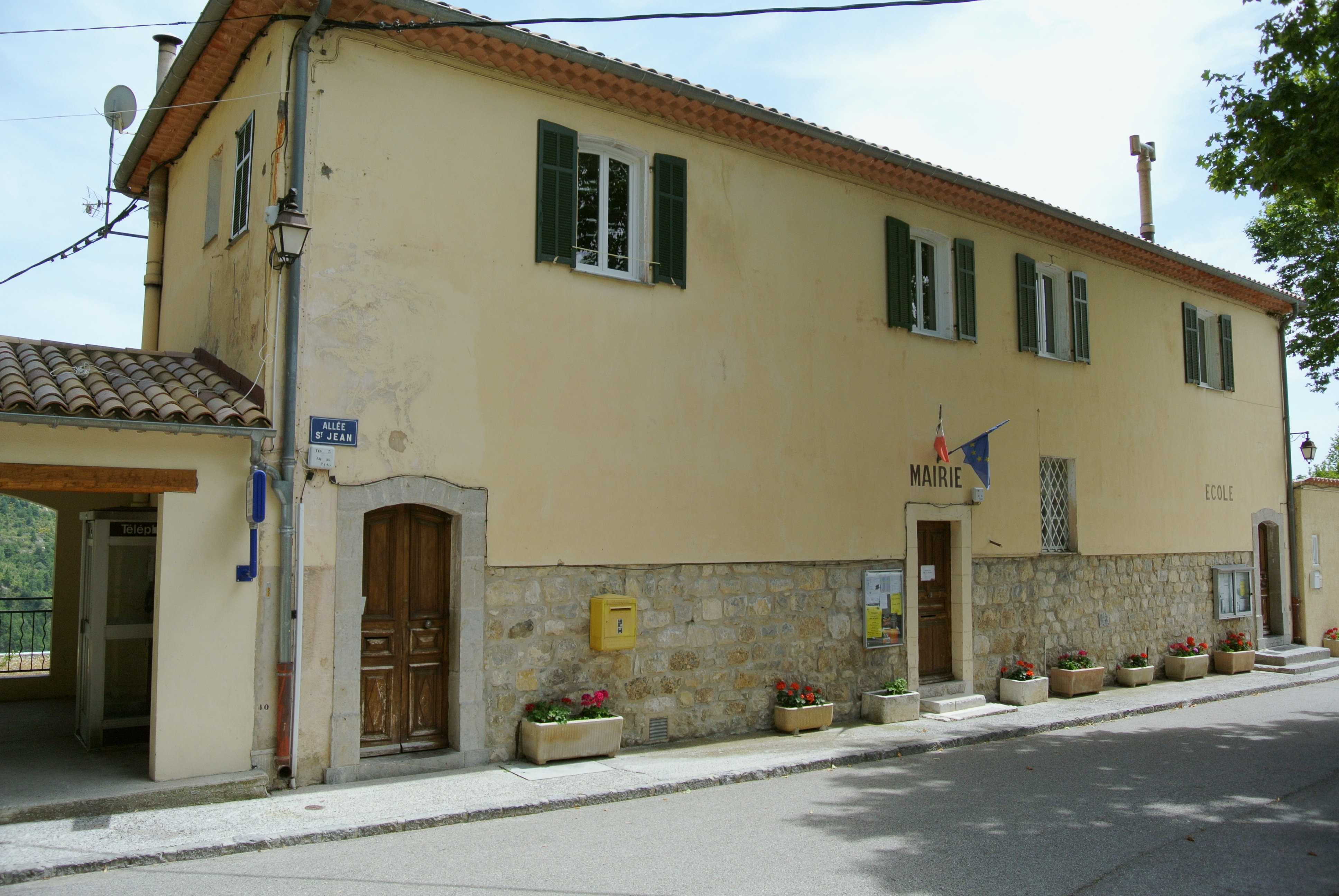
Mairie und Dorfschule

| Jahr      | 1962 | 1968 | 1975 | 1982 | 1990 | 1999 | 2008 | 2012 |
| --------- | ---- | ---- | ---- | ---- | ---- | ---- | ---- | ---- |
| Einwohner | 174  | 170  | 117  | 117  | 148  | 227  | 268  | 317  |